# Arcades de la plaça de l'Església (Ulldemolins)
Les Arcades de la plaça de l'Església és una obra d'Ulldemolins (Priorat) inclosa a l'Inventari del Patrimoni Arquitectònic de Catalunya.

## Descripció
Es tracta d'un conjunt compost per una arcada i mitja que es talla amb la paret de l'església. Són grans arcades de mig punt formades per pedres ben tallades i bisellades, les quals suporten l'avançament d'una casa. A la part oposada de la plaça, ocupada per la primera casa, hi ha dues arcades més, similars, avui cegades i que suporten a manera d'arcs de descarrega, l'esmentada casa. Les dovelles són de pedra sorrenca blanca.

## Història
És segur que el seu origen és medieval i que devíen constrituir un conjunt avui desaparegut per la construcció de noves edificacions. Hom les ha de datar amb anterioritat a la construcció de l'església, atès que aquesta va partir una arcada.